# 2-苯基吲哚
2-苯基吲哚，分子式C14H11N，是许多非甾体選擇性雌激素受體調節物的结构母体，比如秦哚昔芬及其主要代谢产物D-15414。